# Angela (chanson)
Pour les articles homonymes, voir Angela.
Pistes de Frontières
No One's Land Marcher Sur Le Fil
Angela est une chanson de Yannick Noah parue sur l'album Frontières en 2010.
Par cette chanson, Yannick Noah rend hommage à Angela Davis et fait aussi référence à plusieurs faits de la lutte des afro-américains aux XXe et XXIe siècles. .

## Thème de la chanson
Ce titre veut rappeler les luttes des noirs américains pour le droit de vote et la fin des ségrégations.
Il rend hommage à plusieurs personnes via le texte ou les images du clip :
- Il rend hommage à Angela Davis cité en particulier dans le refrain en anglais[2] .
- Il rend hommage à Tommie Smith et à John Carlos qui ont levé leurs gants noirs aux Jeux olympiques d'été de 1968 de Mexico, pour contester la ségrégation raciale aux États-Unis.
- Il parle de la mort de Martin Luther King et de son rêve martyrisé.
- Une enfant nue brulée rend hommage à la petite Phan Thị Kim Phúc, qui fut brûlée dans le dos par le napalm des bombes américaines lancées sur le village de Trang Bang au Viêt Nam. Elle a été prise en photo par Nick Ut et le cliché est resté célèbre[3].
- Yannick Noah parle aussi de l'assassinat du frère de John Fitzgerald Kennedy, Bobby.
- Panthère noire traquée fait référence à la traque du FBI contre le Black Panther Party, qu'Angela Davis a soutenu par le passé[4].
- Cette chanson parle également du discours de victoire de Barack Obama à Chicago en novembre 2008.

## Histoire de la chanson
Yannick Noah était présent à New York en septembre 2008, en pleine campagne présidentielle américaine, qui voit l'émergence de Barack Obama. Noah  est alors intéressé pour faire en chanson un rappel des luttes des afro-américains qui ont rendu possible qu'un Noir puisse devenir Président des États-Unis. Il confie cette idée à un de ses auteurs-compositeurs les plus fidèles, Robert Goldman, lorsque ce dernier lui rend visite. Robert Goldman crée alors ce titre, aux paroles en français et un refrain en anglais. La chanson est diffusée le 30 avril 2010, en tant qu'extrait d'un nouvel album de Yannick Noah, Frontières, qui sort quelques mois plus tard,.
La chanson devient l'un des tubes de l'été 2010 en France.

## Classements par pays
| Pays       | Meilleure position |
| ---------- | ------------------ |
| France     | 1                  |
| Belgique   | 8                  |
| Suisse     | 71                 |
| États-Unis | 88                 |